# Sylvilagus obscurus
Espèce
Statut de conservation UICN

 NT  : Quasi menacé
Sylvilagus obscurus est une espèce de lapin de la famille des Léporidés présente aux États-Unis.